# Журнал по творчеству Кормака Маккарти
The Cormac McCarthy Journal (Журнал Кормака Маккарти) — рецензируемый научный журнал, посвященный исследованию творчества американского писателя Кормака Маккарти (1933–2023). Журнал был основан в 2001 году как ежегодное издание «Общества Кормака Маккарти». С 2015 года выходит два раза в год и публикуется издательством Penn State University Press.

## История
После десятилетий относительной безвестности Маккарти добился первого коммерческого успеха с бестселлером «Кони, кони» (1992), что привлекло новое внимание критиков и ученых. В 1993 году было основано «Общество Кормака Маккарти» как литературное общество, продвигающее изучение его работ. Журнал возник из статей, публиковавшихся онлайн на веб-сайте общества, до появления первого печатного издания. Его содержание сосредоточено на литературной критике произведений Маккарти, а также биографических и исторических исследованиях, связанных с его жизнью и творчеством.
Журнал стал основным изданием в области исследований Маккарти с момента своего создания. По словам литературоведа Стивена Фрая, он развился из «публикации, ориентированной на интересы небольшой группы единомышленников-ученых» в «полноценный профессиональный академический журнал, индексируемый во всех основных базах данных». Хотя существует множество академических журналов о конкретных авторах, The Cormac McCarthy Journal — редкий пример такого журнала, основанного при жизни исследуемого автора.

## Содержание
The Cormac McCarthy Journal публикует статьи о произведениях Кормака Маккарти, а также об адаптациях его работ и других релевантных текстах. Помимо литературной критики, важное место в журнале занимают статьи исторического и биографического характера.
По состоянию на 2013 год наиболее обсуждаемым произведением Маккарти в журнале был роман «Кровавый меридиан» (1985), также значительное внимание уделялось бестселлерам «Кони, кони» (1992), «Старикам тут не место» (2005) и «Дорога» (2006).
Специальные выпуски журнала были посвящены отдельным произведениям Маккарти. В 2004 году журнал отметил 25-летие публикации романа «Саттри» (англ. Suttree) (1979) подборкой докладов с конференции, посвященной этому произведению. Вскоре после выхода «Дороги» журнал посвятил специальный выпуск этому роману с «исследованиями отношений отца и сына, реализма географии, пасторальных образов, философских контекстов и, в конечном итоге, взаимосвязи этих вопросов с другими работами Маккарти».
В 2022 году журнал опубликовал архивную подборку нескольких редких интервью с Маккарти, напечатанных в небольших газетах Теннесси и Кентукки в период с 1968 по 1980 год. Учитывая нежелание автора общаться с прессой, находка журнала считалась заметным источником информации о раннем периоде его карьеры.

## Индексация и реферирование
Журнал индексируется и реферируется в следующих библиографических базах данных:
- EBSCO Literary Reference Center
- Emerging Sources Citation Index
- ERIH PLUS
- International Bibliography of Periodical Literature
- JSTOR
- MLA International Bibliography
- Project MUSE
- ProQuest Literature Online

Согласно Journal Citation Reports, импакт-фактор журнала за 2022 год составляет 0,1.